# Registrador de índice

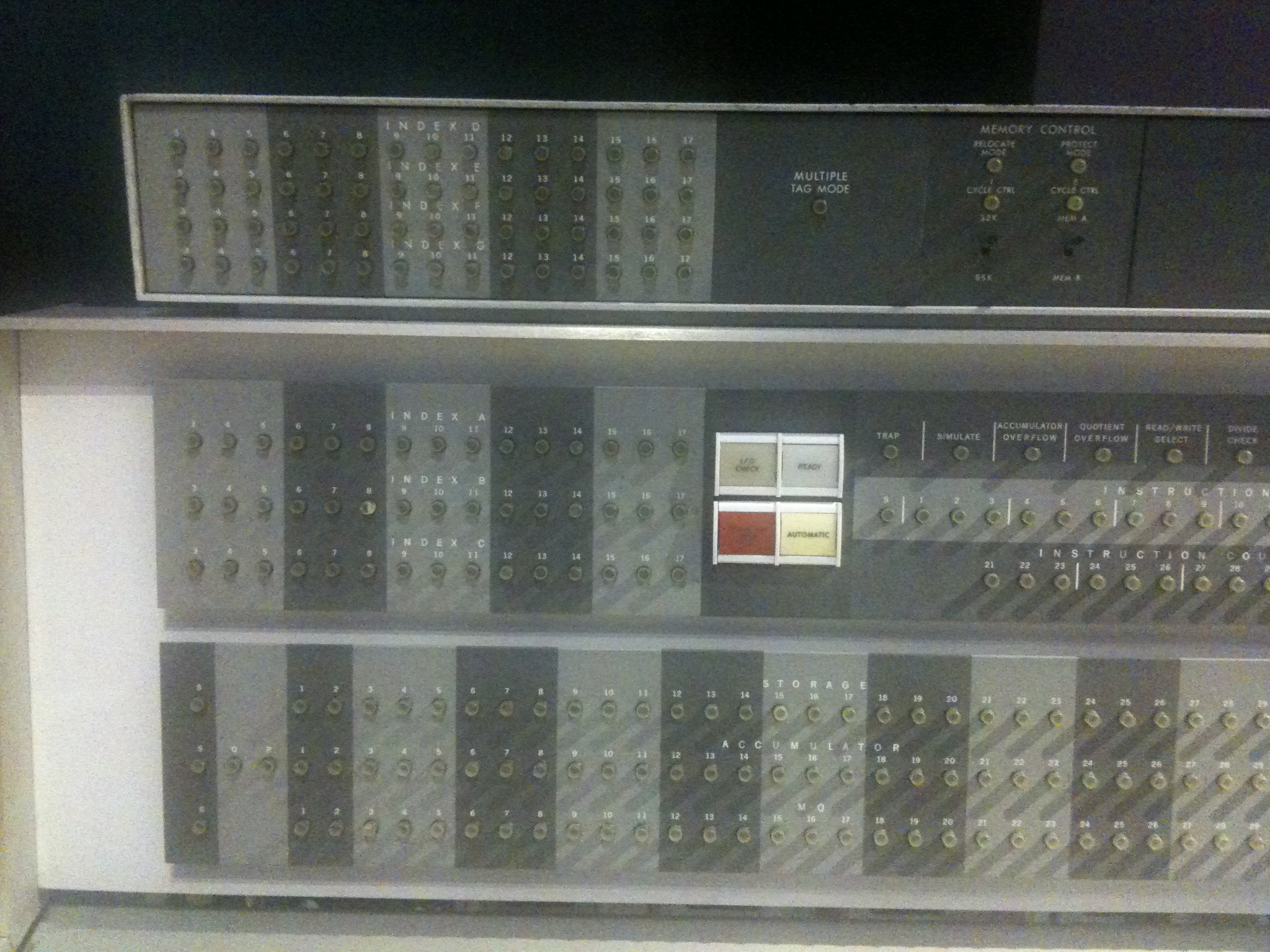
Indicadores do registrador de índice do IBM 7094 numa caixa distinta no topo

Um registrador de índice (português brasileiro) ou registador de índice (português europeu) numa UCP de computador é um registrador usado para modificar operandos de endereçamento durante a execução de um programa, tipicamente para fazer operações de vetores\matrizes. Registradores de índices foram usados pela primeira vez no computador britânico Manchester Mark I em 1949.

## Uso
Registradores de índice são usados para um tipo especial de endereçamento indireto onde uma constante imediata (isto é, que é parte da própria instrução) é acrescentada ao conteúdo de um registro para formar o endereço do operando ou dado real; arquiteturas que permitem que mais de um registrador seja usado desta forma, naturalmente possuem um código de operação para especificar qual registrador deve ser usado.
Nos primeiros computadores, sem qualquer forma de endereçamento indireto, operações com matrizes tinham de ser realizadas ou por código repetido linearmente para cada elemento da matriz (isto é, para todas as posições de endereçamento), ou pelo uso de técnicas "sujas" de código auto-modificante, sendo que ambas as alternativas levavam a desvantagens bastante significativas na flexibilidade e manutenção de programas, bem como em desperdício de memória. A última, aliás, era um recurso muito escasso nos antigos sistemas informáticos (bem como nos primeiros microcomputadores, décadas atrás).

## Desenvolvimento
No geral, registradores de índice tornaram-se parte padrão dos computadores durante a segunda geração tecnológica (grosso modo, de 1955 a 1964). Por exemplo, a série de mainframes IBM 700/7000. Entre os primeiros minicomputadores com registradores de índice estão o AN/USQ-17, por volta de 1960, e computadores em tempo real da Scientific Data Systems. O primeiro microprocessador com registrador de índice parece ter sido o Motorola 6800, cujo clone aperfeiçoado, o MOS Technology 6502 fez bom uso de tais registradores.